# 第12独立自動車化歩兵大隊 (ウクライナ陸軍)
第12独立自動車化歩兵大隊（だい12どくりつじどうしゃかほへいだいたい、ウクライナ語: 12-й окремий мотопіхотний батальйон）は、ウクライナ陸軍の大隊のひとつ。第72独立機械化旅団隷下。

## 概要

### ドンバス戦争

#### ウクライナ領土防衛大隊
2014年5月5日、ドンバス戦争の影響に伴い、義勇軍ウクライナ領土防衛大隊の第12キーウ領土防衛大隊として、キーウ市の行政支援を受け、キーウで創設された。
2014年6月から、ドンバス戦争に投入され、東部ドネツィク州、ルハーンシク州の前線に配置された。

#### ウクライナ陸軍
2014年11月、ウクライナ陸軍に編入し、ジトーミル州駐屯の第26独立砲兵旅団隷下に配属され、第12独立自動車化歩兵大隊に改編した。
2016年6月、キーウ州駐屯の第72独立機械化旅団隷下に転属した。

### ロシアのウクライナ侵攻
2022年2月から、ブロバルイの戦い、キーウの戦いに投入された。

## 編制
- 大隊本部（ビーラ・ツェールクヴァ）
- 第1中隊
- 第2中隊
- 第3中隊
- 迫撃砲中隊
- 対空砲小隊
- 偵察小隊
- 工兵小隊
- 後方支援隊